# Pittaer
Pittaer (Pittidae) er en familie af spurvefugle, som lever i det tropiske Asien og Australasien samt for enkelte arters vedkommende i Afrika. Familien indeholder tre slægter: Pitta, Erythropitta og Hydrornis.
| Biologi | Spire Denne artikel om biologi er en spire som bør udbygges. Du er velkommen til at hjælpe Wikipedia ved at udvide den. |